# Кашина (городской округ Богданович)
Ка́шина — деревня в городском округе Богданович Свердловской области. Управляется Коменским сельским советом.

## Географическое положение
Деревня Кашина расположена на левом берегу реки Кунары (правого притока реки Пышмы), в 9 километрах (по автодороге в 11 километрах) к северо-востоку от административного центра округа — города Богдановича. В окрестностях деревни в 2,5 километрах к западу проходит железная дорога Нижний Тагил — Алапаевск — Каменск-Уральский. Климатические условия местности весьма благоприятны для здоровья: заразных болезней почти совсем не бывает и жители, в большинстве, достигают почтенной старости. Почва, по большей части чернозёмная, хотя встречается по местам глинистая и песчаная.

## История деревни
Деревня Кашина получила своё название от первых поселенцев по фамилии Кашины. Приход в начале XX века состоял из села и деревень: Кондратьевой, Поповой, Прищановой и Овериной, отделился от прихода Новопышминского в 1858 г. Прихожан 1802 души муж. пола и 1138 жен. пола; все русские, православные, земледельцы.
В окрестностях в XVIII–XIX веках добывалась железная руда для Ирбитского завода и медная руда для Каменского и Екатеринбургского заводов. В 1884 году инженером Ф.Ю. Гебауэром проведены первые раскопки Кашинского городища, стоянки древнего человека – родовой скотоводческой общины.

## Николаевская церковь

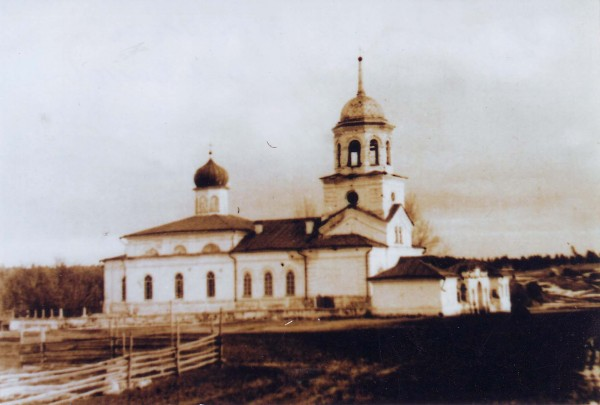
Николаевская Церковь в селе Кашино, где венчались Бажовы

Храм был заложен в 1849 году, а в 1858 году был освящен в честь святого Николая чудотворца архиепископа Мирликийского. Причт состоял из 1 священника, 1 диакона и 1 псаломщика. Для помещения причта имелось 2 церковных дома. Храм был закрыт в 1935 году, а в советское время в здании размещался Дом культуры.
3 (16) июля 1911 года здесь венчались Павел Петрович Бажов и Валентина Александровна Иваницкая, выпускница Екатеринбургского женского епархиального училища, в котором в 1907–1913 годах работал и Павел Петрович. 19 августа 2004 года в память о данном венчании состоялось открытие мемориального камня.

## Школа
В 1900 году в селе уже существовала земская школа.

## Население
| 2002 | 2010 | 2021 |
| ---- | ---- | ---- |
| 125  | ↗147 | ↘124 |

## Инфраструктура
Деревня Кашина включает 10 улиц:
| 1. Улица Бажова-Иваницкая 2. Улица Гагарина 3. Заречная улица 4. Улица Ленина | 1. Набережная улица 2. Новая улица 3. Улица Пушкина 4. Речная улица | 1. Улица Свердлова 2. Переулок Пушкина |